# Pendoorn
De Pendoorn (Gymnosporia buxifolia) - voorheen (Maytenus heterophylla) - is een struik of klein boompje dat wijdverspreid in Zuid-Afrika voorkomt. De jonge takken zijn geel en worden later lichtbruin, dikwijls met zwellingen. De dorens zijn scherp, redelijk dik en zo'n 3 –4 cm lang. Ze kunnen zelfs tot 10 cm lang worden.
De struik bloeit overdadig met witte bloemen die de takken bedekken. Zowel de bloemen als de vruchten trekken vogels en insecten. De struik wordt vanwege zijn onaangename stekels wel als beveiligende omheining om tuinen aangeplant.

## Galerij

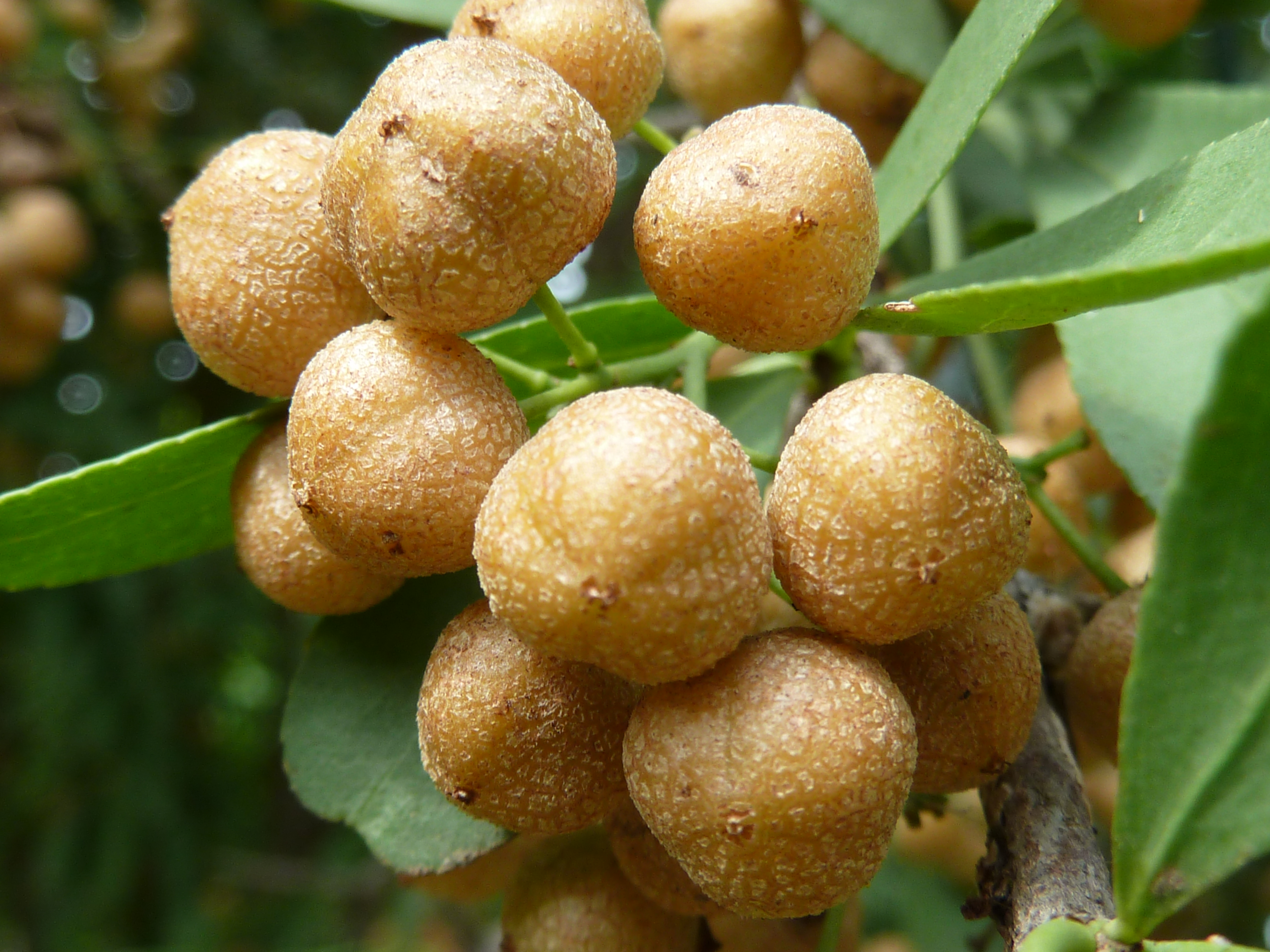
De vruchten
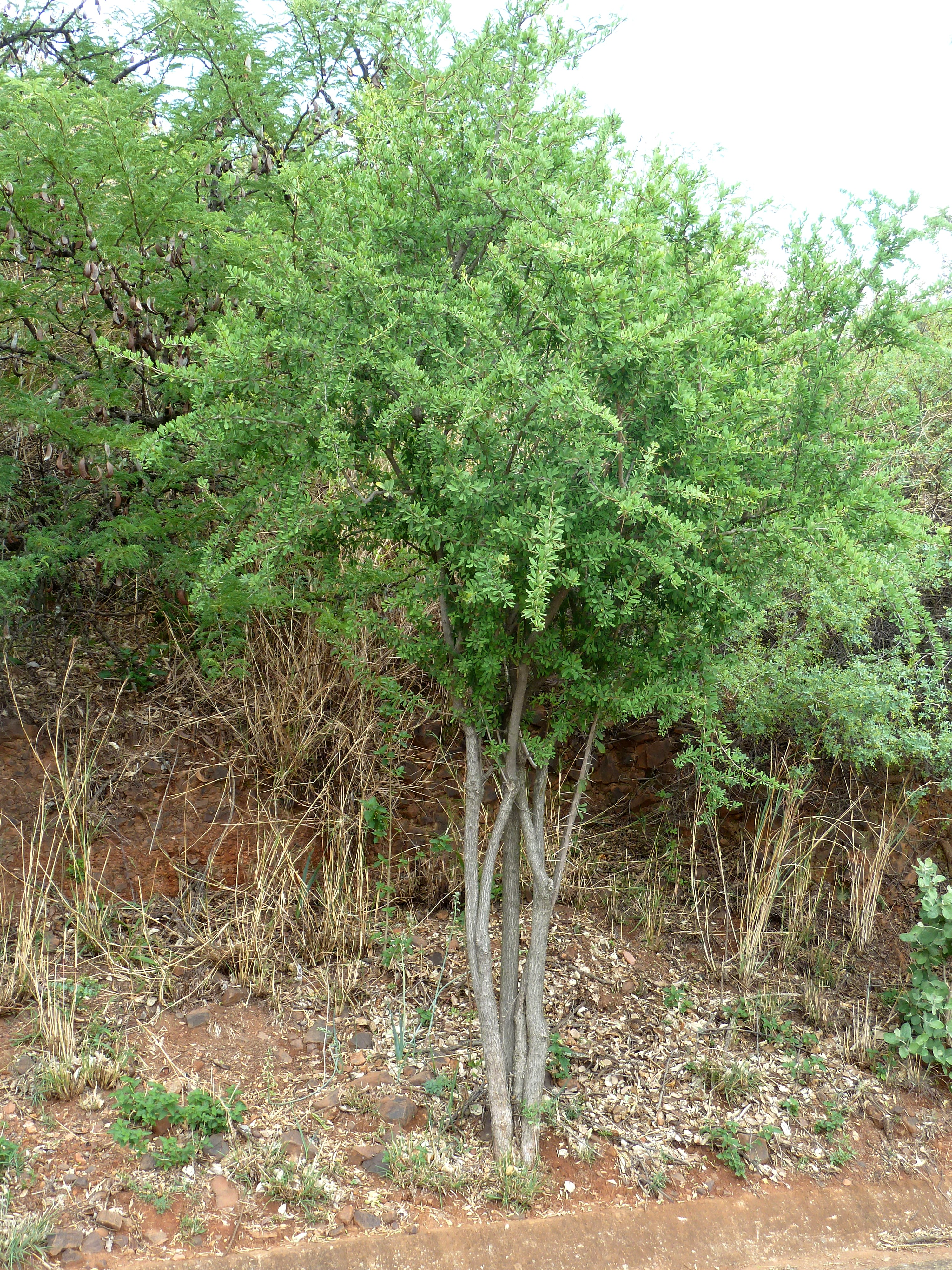
Een pendoornboompje
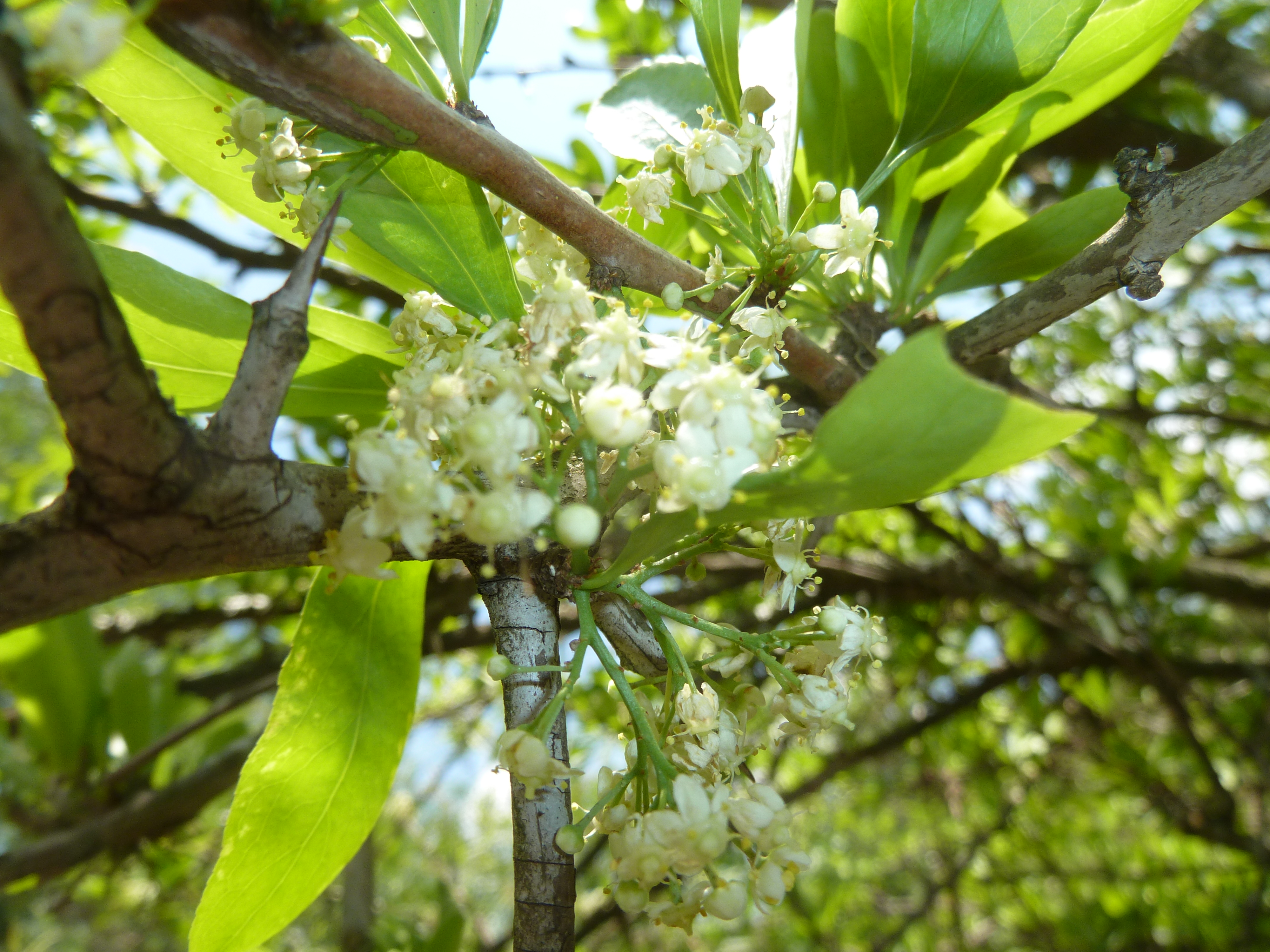
De bloesems